# Beat Marti
Beat Marti es un actor suizo conocido por haber interpretado a Christian Maiboom en la serie Tessa - Leben für die Liebe.

## Biografía
Su hermano es el político Urs Marti.
En el 2006 se casó con la actriz alemana Delia-Deborah Wagner.

## Carrera
En el 2006 se unió al elenco de la serie Tessa - Leben für die Liebe donde interpretó a Christian Maiboom, el mejor amigo de Felix Kilian (Oliver Boysen), hasta el final de la serie ese mismo año.
Ese mismo año apareció como personaje principal de la serie alemana Rote Rosen donde interpretó a Jonas Münzing, hasta el 2007.
En 2007 se unió al elenco de la película I Was a Swiss Banker donde dio vida a Roger, el exbanquero suizo.

## Filmografía

### Series de Televisión
| Año         | Título                      | Personaje         | Notas                   |
| ----------- | --------------------------- | ----------------- | ----------------------- |
| 2016        | Familie Dr. Kleist          | Konrad Stoll      | episodio "Spätzünderin" |
| 2014        | Tatort                      | Martin            | episodio "Vielleicht"   |
| 2013        | SOKO Leipzig                | Peter Koch        | episodio "Verzweiflung" |
| 2011        | Die Stein                   | -                 | 10 episodios            |
| 2006 - 2007 | Rote Rosen                  | Jonas Münzing     | 14 episodios            |
| 2006        | Tessa - Leben für die Liebe | Christian Maiboom | 45 episodios            |
| 1998 - 1999 | Fascht e Familie            | Bruno Caduff      | 6 episodios             |

### Películas
| Año  | Título               | Personaje | Notas |
| ---- | -------------------- | --------- | --- |
| 2007 | I Was a Swiss Banker | Roger     | junto a Laura Drasbæk, Anne-Grethe Bjarup Riis, Sandra Medina, Helena Af Sandeberg, Mellika Melouani y Angelica Biert |

## Premios y nominaciones
| Año  | Categoría  | Premio                 | Película             | Resultado |
| ---- | ---------- | ---------------------- | -------------------- | --------- |
| 2008 | Best Actor | Swiss Film Prize Award | I Was a Swiss Banker | Nominado  |